# Popis japanskih careva
Ovaj popis japanskih careva predstavlja tradicionalni nasljedni redoslijed. Zapisi o razdoblju vladavina japanskih careva sastavljeni su prema tradicionalnom japanskom kalendaru. U nengō sustavu koji je bio u uporabi od kraja 7. stoljeća, godine se broje pomoću imena japanskog razdoblja (ere) i broja godina koje su se odvijale od početka nengō ere.
Redoslijed i razdoblja vladavine prvih 28 japanskih careva, a osobito prvih 16, temelje se na japanskom kalendarskom sustavu.

## Japanski carevi (660 pr. Kr.–danas)
| Br.                                                                   | Vladavina                             | Portret                               | Postumno ime                          | Osobno ime (imina)                                                                        | Napomene |
| Legendarni carevi (660. pr. Kr.–269.)                                 | Legendarni carevi (660. pr. Kr.–269.) | Legendarni carevi (660. pr. Kr.–269.) | Legendarni carevi (660. pr. Kr.–269.) | Legendarni carevi (660. pr. Kr.–269.)                                                     | Legendarni carevi (660. pr. Kr.–269.) |
| --------------------------------------------------------------------- | ------------------------------------- | ------------------------------------- | ------------------------------------- | ----------------------------------------------------------------------------------------- | --- |
| 1.                                                                    | 660. – 585. pr. Kr.                   |                                       | Car Jimmu                             | Kan'yamato Iwarebiko                                                                      | Tradicionalni datumi; smatra se da ima podrijetlo od božice sunca, Amaterasu |
| 2.                                                                    | 581. – 549. pr. Kr.                   |                                       | Car Suizei                            | Kamu Nunagawamimi no Mikoto                                                               | Tradicionalni datumi; Jimmuov treći sin; pretpostavlja se legendarnim |
| 3.                                                                    | 549. – 511. pr. Kr.                   |                                       | Car Annei                             | Shikitsuhiko Tamademi no Mikoto                                                           | Tradicionalni datumi; Suizeiov sin i nasljednik; pretpostavlja se legendarnim |
| 4.                                                                    | 510. – 476. pr. Kr.                   |                                       | Car Itoku                             | Oho Yamatohiko Sukitomo no Mikoto                                                         | Tradicionalni datumi; Anneiev drugi sin; pretpostavlja se legendarnim |
| 5.                                                                    | 475. – 393. pr. Kr.                   |                                       | Car Kōshō                             | Mimatsuhiko Kaeshine no Mikoto                                                            | Tradicionalni datumi; Itokuov sin i nasljednik; pretpostavlja se legendarnim |
| 6.                                                                    | 392. – 291. pr. Kr.                   |                                       | Car Kōan                              | Oho Yamato Tarasihiko Kunioshi Hito no Mikoto                                             | Tradicionalni datumi; Kōshōv drugi sin; pretpostavlja se legendarnim |
| 7.                                                                    | 290. – 215. pr. Kr.                   |                                       | Car Kōrei                             | Oho Yamato Nekohiko Futoni no Mikoto                                                      | Tradicionalni datumi; Kōanov sin i nasljednik; pretpostavlja se legendarnim |
| 8.                                                                    | 214. – 158. pr. Kr.                   |                                       | Car Kōgen                             | Oho Yamato Nekohiko Kuni Kuru no Mikoto                                                   | Tradicionalni datumi; Kōreiov sin i nasljednik; pretpostavlja se legendarnim |
| 9.                                                                    | 157. – 98. pr. Kr.                    |                                       | Car Kaika                             | Waka Yamato Nekohiko Oho Bibino no Mikoto                                                 | Tradicionalni datumi; Kōgenov drugi sin; pretpostavlja se legendarnim |
| 10.                                                                   | 97. – 30. pr. Kr.                     |                                       | Car Sujin                             | Mimaki Irihiko Inie no Mikoto                                                             | Tradicionalni datumi |
| 11.                                                                   | 29. pr. Kr.–70.                       |                                       | Car Suinin                            | Ikume Irihiko Isachi no Mikoto                                                            | Tradicionalni datumi |
| 12.                                                                   | 71. – 130.                            |                                       | Car Keikō                             | Oho Tarasihiko Osirowake no Mikoto                                                        | Tradicionalni datumi |
| 13.                                                                   | 131. – 191.                           |                                       | Car Seimu                             | Waka Tarasihiko                                                                           | Tradicionalni datumi |
| 14.                                                                   | 192. – 200.                           |                                       | Car Chūai                             | Tarasi Nakatsuhiko no Mikoto                                                              | Tradicionalni datumi |
|                                                                       | 201. – 269.                           |                                       | Carica Jingū                          | Okinaga Tarashihime no Mikoto                                                             | Tradicionalni datumi; služila je kao regentica za cara Ōjina; ne navodi se u službenom redoslijedu careva                                                                            |
| Kofunsko razdoblje (270. – 539.)                                      |                                       |                                       |                                       |                                                                                           | |
| 15.                                                                   | 270. – 310.                           |                                       | Car Ōjin                              | Honda no Sumera-mikoto / Ōtomowake no Mikoto / Homutawake no Mikoto                       | Tradicionalni datumi; obogotvoren (deificiran) kao Hachiman. |
| 16.                                                                   | 313. – 399.                           |                                       | Car Nintoku                           | Ō Sazaki no Mikoto                                                                        | Tradicionalni datumi |
| 17.                                                                   | 400. – 405.                           |                                       | Car Richū                             | Isaho Wake no Mikoto                                                                      | Tradicionalni datumi |
| 18.                                                                   | 406. – 410.                           |                                       | Car Hanzei                            | Tajihi Mizuha Wake no Mikoto                                                              | Tradicionalni datumi |
| 19.                                                                   | 411. – 453.                           |                                       | Car Ingyō                             | Wo Asazuma Wakugo no Sukune                                                               | Tradicionalni datumi |
| 20.                                                                   | 453. – 456.                           |                                       | Car Ankō                              | Anaho no Mikoto                                                                           | Tradicionalni datumi |
| 21.                                                                   | 456. – 479.                           |                                       | Car Yūryaku                           | Oho Hatsuse Wakatakeru no Mikoto                                                          | Tradicionalni datumi |
| 22.                                                                   | 480. – 484.                           |                                       | Car Seinei                            | Siraka Takehiro Kuni Osi Waka Yamato Neko no Mikoto                                       | Tradicionalni datumi |
| 23.                                                                   | 485. – 487.                           |                                       | Car Kenzō                             | Ohoke no Mikoto                                                                           | Tradicionalni datumi |
| 24.                                                                   | 488. – 498.                           |                                       | Car Ninken                            | Ohosi (Ohosu) no Mikoto/ Simano Iratsuko                                                  | Tradicionalni datumi |
| 25.                                                                   | 498. – 506.                           |                                       | Car Buretsu                           | Wohatsuse Wakasazaki                                                                      | Tradicionalni datumi |
| 26.                                                                   | 507. – 531.                           |                                       | Car Keitai                            | Ōto/Hikofuto (Hikofuto no Mikoto/Ōdo no Sumera Mikoto)                                    | Tradicionalni datumi |
| 27.                                                                   | 531. – 535.                           |                                       | Car Ankan                             | Hirokuni Oshitake Kanahi no Mikoto                                                        | Tradicionalni datumi |
| 28.                                                                   | 535. – 539.                           |                                       | Car Senka                             | Takeo Hirokuni Oshitate no Mikoto                                                         | Tradicionalni datumi |
| Razdoblje Asuka (539. – 710.)                                         |                                       |                                       |                                       |                                                                                           | |
| 29.                                                                   | 539. – 571.                           |                                       | Car Kinmei                            | Amekuni Oshiharuki Hironiwa no Sumera Mikoto                                              | Tradicionalni datumi; prvi car s velikom vjerojatnošću postojanja |
| 30.                                                                   | 572. – 585.                           |                                       | Car Bidatsu                           | Osada no Nunakura no Futotamashiki no Mikoto                                              | Tradicionalni datumi |
| 31.                                                                   | 585. – 587.                           |                                       | Car Yōmei                             | Ooe/Tachibana no Toyohi no Sumera Mikoto                                                  | Tradicionalni datumi |
| 32.                                                                   | 587. – 592.                           |                                       | Car Sushun                            | Hatsusebe no (Wakasasagi) Mikoto                                                          | Tradicionalni datumi |
| 33.                                                                   | 592. – 628.                           |                                       | Carica Suiko                          | Nukatabe/Toyomike Kashikiyahime                                                           | Tradicionalni datumi; prva ne-legendarna ženska cara; Princ Shotoku je obnašao dužnost kao njezin regent                                                                             |
| 34.                                                                   | 629. – 641.                           |                                       | Car Jomei                             | Tamura (Oki Nagatarashihi Hironuka no Sumera Mikoto)                                      | Tradicionalni datumi |
| 35.                                                                   | 642. – 645.                           |                                       | Carica Kōgyoku                        | Takara (Ame Toyotakaraikashi Hitarashi Hime no Sumera Mikoto)                             | Tradicionalni datumi; dvaput vladala (vidjeti Caricu Saimei) |
| 36.                                                                   | 645. – 654.                           |                                       | Car Kōtoku                            | Karu (Ame Yorozu Toyohi no Sumera Mikoto)                                                 | Tradicionalni datumi |
| 37.                                                                   | 655. – 661.                           |                                       | Carica Saimei                         | Takara (Ame Toyotakaraikashi Hitarashi Hime no Sumera Mikoto)                             | Tradicionalni datumi; druga vladavina Carice Kōgyoku |
| 38.                                                                   | 661. – 672.                           |                                       | Car Tenji                             | Katsuragi/Nakano-ooe (Ame Mikoto Hirakasuwake no Mikoto/Amatsu Mikoto Sakiwake no Mikoto) | Tradicionalni datumi |
| 39.                                                                   | 672.                                  |                                       | Car Kōbun                             | Ōtomo                                                                                     | Tradicionalni datumi; vladavina uzurpirana od strane cara Temmua; postumno imenovan (1870.)                                                                                          |
| 40.                                                                   | 672. – 686.                           |                                       | Car Tenmu                             | Ōama/Ohoshiama/Ōsama (Ame no Nunahara Oki no Mahito no Sumera Mikoto)                     | Tradicionalni datumi |
| 41.                                                                   | 686. – 697.                           |                                       | Carica Jitō                           | Unonosarara (Takama no Harahiro no Hime no Sumera Mikoto)                                 | Tradicionalni datumi |
| 42.                                                                   | 697. – 707.                           |                                       | Car Monmu                             | Karu (Ame no Mamune Toyoohoji no Sumera Mikoto)                                           | Tradicionalni datumi |
| 43.                                                                   | 707. – 715.                           |                                       | Carica Genmei                         | Ahe (Yamatoneko Amatsu Mishiro Toyokuni Narihime no Sumera Mikoto)                        | Tradicionalni datumi |
| Razdoblje Nara (710. – 794.)                                          |                                       |                                       |                                       |                                                                                           | |
| 43.                                                                   | 707. – 715.                           |                                       | Carica Genmei                         | Ahe (Yamatoneko Amatsu Mishiro Toyokuni Narihime no Sumera Mikoto)                        | Tradicionalni datumi |
| 44.                                                                   | 715. – 724.                           |                                       | Carica Genshō                         | Hidaka/Niinomi (Yamatoneko Takamizu Kiyotarashi Hime no Sumera Mikoto)                    | Tradicionalni datumi |
| 45.                                                                   | 724. – 749.                           |                                       | Car Shōmu                             | Obito (Ameshirushi Kunioshiharuki Toyosakurahiko no Sumera Mikoto)                        | Tradicionalni datumi |
| 46.                                                                   | 749. – 758.                           |                                       | Carica Kōken                          | Abe (Yamatoneko no Sumera Mikoto)                                                         | Tradicionalni datumi; vladala dvaputa (drugi put kao Carica Shōtoku) |
| 47.                                                                   | 758. – 764.                           |                                       | Car Junnin                            | Ōi                                                                                        | Tradicionalni datumi Carica Shōtoku ga uklonila s prijestolja; postumno imenovan (1870.)                                                                                             |
| 48.                                                                   | 764. – 770.                           |                                       | Carica Shōtoku                        | Abe (Yamatoneko no Sumera Mikoto)                                                         | Tradicionalni datumi; druga vladavina Carice Kōken |
| 49.                                                                   | 770. – 781.                           |                                       | Car Kōnin                             | Shirakabe (Amemune Takatsugi no Mikoto)                                                   | Tradicionalni datumi |
|                                                                       | (postumna vladavina)                  |                                       | Princ Sawara (Sudō-Tennō)             | Sawara-shinnō                                                                             | Tradicionalni datumi. Zabilježeno je samo da je postumno uzvišen na funkciju cara |
| 50.                                                                   | 781. – 806.                           |                                       | Car Kanmu                             | Yamabe (Yamatoneko Amatsu Hitsugi Iyaderi no Mikoto)                                      | Tradicionalni datumi |
| Razdoblje Heian (794. – 1185.)                                        |                                       |                                       |                                       |                                                                                           | |
| 50.                                                                   | 781. – 806.                           |                                       | Car Kanmu                             | Yamabe (Yamatoneko Amatsu Hitsugi Iyaderi no Mikoto)                                      | Tradicionalni datumi |
| 51.                                                                   | 806. – 809.                           |                                       | Car Heizei                            | Ate (Yamatoneko Ameoshikuni Takahiko no Mikoto)                                           | Tradicionalni datumi |
| 52.                                                                   | 809. – 823.                           |                                       | Car Saga                              | Kamino                                                                                    | Tradicionalni datumi |
| 53.                                                                   | 823. – 833.                           |                                       | Car Junna                             | Ōtomo                                                                                     | Tradicionalni datumi |
| 54.                                                                   | 833. – 850.                           |                                       | Car Ninmyō                            | Masara                                                                                    | Tradicionalni datumi |
| 55.                                                                   | 850. – 858.                           |                                       | Car Montoku                           | Michiyasu                                                                                 | Tradicionalni datumi |
| 56.                                                                   | 858. – 876.                           |                                       | Car Seiwa                             | Korehito                                                                                  | Tradicionalni datumi |
| 57.                                                                   | 876. – 884.                           |                                       | Car Yōzei                             | Sadaakira                                                                                 | Tradicionalni datumi |
| 58.                                                                   | 884. – 887.                           |                                       | Car Kōkō                              | Tokiyasu                                                                                  | Tradicionalni datumi |
| 59.                                                                   | 887. – 897.                           |                                       | Car Uda                               | Sadami                                                                                    | Tradicionalni datumi |
| 60.                                                                   | 897. – 930.                           |                                       | Car Daigo                             | Atsuhito                                                                                  | Tradicionalni datumi |
| 61.                                                                   | 930. – 946.                           |                                       | Car Suzaku                            | Yutaakira                                                                                 | Tradicionalni datumi |
| 62.                                                                   | 946. – 967.                           |                                       | Car Murakami                          | Nariakira                                                                                 | Tradicionalni datumi |
| 63.                                                                   | 967. – 969.                           |                                       | Car Reizei                            | Norihira                                                                                  | Tradicionalni datumi |
| 64.                                                                   | 969. – 984.                           |                                       | Car En'yū                             | Morihira                                                                                  | Tradicionalni datumi |
| 65.                                                                   | 984. – 986.                           |                                       | Car Kazan                             | Morosada                                                                                  | Tradicionalni datumi |
| 66.                                                                   | 986. – 1011.                          |                                       | Car Ichijō                            | Kanehito                                                                                  | Tradicionalni datumi |
| 67.                                                                   | 1011. – 1016.                         |                                       | Car Sanjō                             | Okisada/Iyasada                                                                           | Tradicionalni datumi |
| 68.                                                                   | 1016. – 1036.                         |                                       | Car Go-Ichijō                         | Atsuhira                                                                                  | Tradicionalni datumi |
| 69.                                                                   | 1036. – 1045.                         |                                       | Car Go-Suzaku                         | Atsunaga/Atsuyoshi                                                                        | Tradicionalni datumi |
| 70.                                                                   | 1045. – 1068.                         |                                       | Car Go-Reizei                         | Chikahito                                                                                 | Tradicionalni datumi |
| 71.                                                                   | 1068. – 1073.                         |                                       | Car Go-Sanjō                          | Takahito                                                                                  | Tradicionalni datumi |
| 72.                                                                   | 1073. – 1087.                         |                                       | Car Shirakawa                         | Sadahito                                                                                  | Tradicionalni datumi |
| 73.                                                                   | 1087. – 1107.                         |                                       | Car Horikawa                          | Taruhito                                                                                  | Tradicionalni datumi |
| 74.                                                                   | 1107. – 1123.                         |                                       | Car Toba                              | Munehito                                                                                  | Tradicionalni datumi |
| 75.                                                                   | 1123. – 1142.                         |                                       | Car Sutoku                            | Akihito                                                                                   | Tradicionalni datumi |
| 76.                                                                   | 1142. – 1155.                         |                                       | Car Konoe                             | Narihito                                                                                  | Tradicionalni datumi |
| 77.                                                                   | 1155. – 1158.                         |                                       | Car Go-Shirakawa                      | Masahito                                                                                  | Tradicionalni datumi |
| 78.                                                                   | 1158. – 1165.                         |                                       | Car Nijō                              | Morihito                                                                                  | Tradicionalni datumi |
| 79.                                                                   | 1165. – 1168.                         |                                       | Car Rokujō                            | Yorihito                                                                                  | Tradicionalni datumi |
| 80.                                                                   | 1168. – 1180.                         |                                       | Car Takakura                          | Norihito                                                                                  | Tradicionalni datumi |
| 81.                                                                   | 1180. – 1185.                         |                                       | Car Antoku                            | Tokihito                                                                                  | Tradicionalni datumi |
| Razdoblje Kamakura (1185. – 1333.)                                    |                                       |                                       |                                       |                                                                                           | |
| 82.                                                                   | 1183. – 1198.                         |                                       | Car Go-Toba                           | Takahira                                                                                  | Tradicionalni datumi |
| 83.                                                                   | 1198. – 1210.                         |                                       | Car Tsuchimikado                      | Tamehito                                                                                  | Tradicionalni datumi |
| 84.                                                                   | 1210. – 1221.                         |                                       | Car Juntoku                           | Morihira/Morinari                                                                         | Tradicionalni datumi |
| 85.                                                                   | 1221.                                 |                                       | Car Chūkyō                            | Kanehira/Kanenari                                                                         | Tradicionalni datumi; postumno imenovan (1870.) |
| 86.                                                                   | 1221. – 1232.                         |                                       | Car Go-Horikawa                       | Yutahito                                                                                  | Tradicionalni datumi |
| 87.                                                                   | 1232. – 1242.                         |                                       | Car Shijō                             | Mitsuhito/Tosihito                                                                        | Tradicionalni datumi |
| 88.                                                                   | 1242. – 1246.                         |                                       | Car Go-Saga                           | Kunihito                                                                                  | Tradicionalni datumi |
| 89.                                                                   | 1246. – 1260.                         |                                       | Car Go-Fukakusa                       | Hisahito                                                                                  | Tradicionalni datumi |
| 90.                                                                   | 1260. – 1274.                         |                                       | Car Kameyama                          | Tsunehito                                                                                 | Tradicionalni datumi |
| 91.                                                                   | 1274. – 1287.                         |                                       | Car Go-Uda                            | Yohito                                                                                    | Tradicionalni datumi |
| 92.                                                                   | 1287. – 1298.                         |                                       | Car Fushimi                           | Hirohito                                                                                  | Tradicionalni datumi |
| 93.                                                                   | 1298. – 1301.                         |                                       | Car Go-Fushimi                        | Tanehito                                                                                  | Tradicionalni datumi |
| 94.                                                                   | 1301. – 1308.                         |                                       | Car Go-Nijō                           | Kuniharu                                                                                  | Tradicionalni datumi |
| 95.                                                                   | 1308. – 1318.                         |                                       | Car Hanazono                          | Tomihito                                                                                  | Tradicionalni datumi |
| 96.                                                                   | 1318. – 1339.                         |                                       | Car Go-Daigo                          | Takaharu                                                                                  | Tradicionalni datumi; Južni dvor |
| Sjeverni dvor (1333. – 1392.)                                         |                                       |                                       |                                       |                                                                                           | |
|                                                                       | 1331. – 1333.                         |                                       | Car Kōgon                             | Kazuhito                                                                                  | Tradicionalni datumi |
|                                                                       | 1336. – 1348.                         |                                       | Car Kōmyō                             | Yutahito                                                                                  | Tradicionalni datumi |
|                                                                       | 1348. – 1351.                         |                                       | Car Sukō                              | Okihito                                                                                   | Tradicionalni datumi |
|                                                                       | 1351. – 1352.                         | Interregnum                           | Interregnum                           | Interregnum                                                                               | |
|                                                                       | 1352. – 1371.                         |                                       | Car Go-Kōgon                          | Iyahito                                                                                   | Tradicionalni datumi |
|                                                                       | 1371. – 1382.                         |                                       | Car Go-En'yū                          | Ohito                                                                                     | Tradicionalni datumi |
|                                                                       | 1382. – 1392.                         |                                       | Car Go-Komatsu                        | Motohito                                                                                  | Tradicionalni datumi; ujedinio Dvorove 1392. godine; vidjeti također r.br. 100. |
| Razdoblje Muromachi (1333. – 1573.)                                   |                                       |                                       |                                       |                                                                                           | |
| 96.                                                                   | 1318. – 1339.                         |                                       | Car Go-Daigo                          | Takaharu                                                                                  | Tradicionalni datumi; Južni dvor |
| 97.                                                                   | 1339. – 1368.                         |                                       | Car Go-Murakami                       | Norinaga/Noriyoshi                                                                        | Tradicionalni datumi; Južni dvor |
| 98.                                                                   | 1368. – 1383.                         |                                       | Car Chōkei                            | Yutanari                                                                                  | Tradicionalni datumi; Južni dvor |
| 99.                                                                   | 1383. – 1392.                         |                                       | Car Go-Kameyama                       | Hironari                                                                                  | Tradicionalni datumi; Južni dvor |
| 100.                                                                  | 1392. – 1412.                         |                                       | Car Go-Komatsu                        | Motohito                                                                                  | Tradicionalni datumi; ujedinjeni Dvorovi; vidjeti također pod "Sjeverni dvor" |
| 101.                                                                  | 1412. – 1428.                         |                                       | Car Shōkō                             | Mihito                                                                                    | Tradicionalni datumi |
| 102.                                                                  | 1428. – 1464.                         |                                       | Car Go-Hanazono                       | Hikohito                                                                                  | Tradicionalni datumi |
| 103.                                                                  | 1464. – 1500.                         |                                       | Car Go-Tsuchimikado                   | Fusahito                                                                                  | Tradicionalni datumi |
| 104.                                                                  | 1500. – 1526.                         |                                       | Car Go-Kashiwabara                    | Katsuhito                                                                                 | Tradicionalni datumi |
| 105.                                                                  | 1526. – 1557.                         |                                       | Car Go-Nara                           | Tomohito                                                                                  | Tradicionalni datumi |
| 106.                                                                  | 1557. – 1586.                         |                                       | Car Ōgimachi                          | Michihito                                                                                 | Tradicionalni datumi |
| Razdoblje Azuchi-Momoyama (1573. – 1603.)                             |                                       |                                       |                                       |                                                                                           | |
| 106.                                                                  | 1557. – 1586.                         |                                       | Car Ōgimachi                          | Michihito                                                                                 | Tradicionalni datumi |
| 107.                                                                  | 1586. – 1611.                         |                                       | Car Go-Yōzei                          | Kazuhito/Katahito                                                                         | Tradicionalni datumi |
| Razdoblje Edo (1603. – 1867.)                                         |                                       |                                       |                                       |                                                                                           | |
| 107.                                                                  | 1586. – 1611.                         |                                       | Car Go-Yōzei                          | Kazuhito/Katahito                                                                         | Tradicionalni datumi |
| 108.                                                                  | 1611. – 1629.                         |                                       | Car Go-Mizunoo (Go-Minoo)             | Kotohito                                                                                  | Tradicionalni datumi |
| 109.                                                                  | 1629. – 1643.                         |                                       | Carica Meishō                         | Okiko                                                                                     | Tradicionalni datumi |
| 110.                                                                  | 1643. – 1654.                         |                                       | Car Go-Kōmyō                          | Tsuguhito                                                                                 | Tradicionalni datumi |
| 111.                                                                  | 1655. – 1663.                         |                                       | Car Go-Sai                            | Nagahito                                                                                  | Tradicionalni datumi |
| 112.                                                                  | 1663. – 1687.                         |                                       | Car Reigen                            | Satohito                                                                                  | Tradicionalni datumi |
| 113.                                                                  | 1687. – 1709.                         |                                       | Car Higashiyama                       | Asahito/Tomohito                                                                          | Tradicionalni datumi |
| 114.                                                                  | 1709. – 1735.                         |                                       | Car Nakamikado                        | Yasuhito/Yoshihito                                                                        | Tradicionalni datumi |
| 115.                                                                  | 1735. – 1747.                         |                                       | Car Sakuramachi                       | Akihito                                                                                   | Tradicionalni datumi |
| 116.                                                                  | 1747. – 1762.                         |                                       | Car Momozono                          | Toohito                                                                                   | Tradicionalni datumi |
| 117.                                                                  | 1762. – 1771.                         |                                       | Carica Go-Sakuramachi                 | Toshiko                                                                                   | Tradicionalni datumi Posljednja carica. Abdicirala; umrla 1813. godine |
| 118.                                                                  | 1771. – 1779.                         |                                       | Car Go-Momozono                       | Hidehito                                                                                  | Tradicionalni datumi |
| 119.                                                                  | 1780. – 1817.                         |                                       | Car Kōkaku                            | Morohito                                                                                  | Tradicionalni datumi Posljednji car koji je abdicirao nakon dva stoljeća, prije cara Akihita. Umro 1840. godine                                                                      |
| 120.                                                                  | 1817. – 1846.                         |                                       | Car Ninkō                             | Ayahito                                                                                   | Tradicionalni datumi |
| 121.                                                                  | 1846. – 1867.                         |                                       | Car Kōmei                             | Osahito                                                                                   | Posljednji car koji je tijekom svoje vladavine imao više naziva razdoblja (nengō).                                                                                                   |
| Suvremeni Japan (Japansko Carstvo i poslijeratni Japan) (1867.–danas) |                                       |                                       |                                       |                                                                                           | |
| 122.                                                                  | 1867. – 1912.                         |                                       | Car Meiji                             | Mutsuhito                                                                                 | Prvi car Japanskog Carstva |
| 123.                                                                  | 1912. – 1926.                         |                                       | Car Taishō                            | Yoshihito                                                                                 | Krunski princ Hirohito služio kao Sesshō (princ regent) u razdoblju 1921. – 1926. |
| 124.                                                                  | 1926. – 1989.                         |                                       | Car Shōwa                             | Hirohito                                                                                  | Služio kao Sesshō (princ regent) u razdoblju 1921. – 1926. Posljednji car Japanskog Carstva.                                                                                         |
| 125.                                                                  | 1989. – 2019.                         |                                       | Car Akihito                           | Akihito                                                                                   | Abdicirao 1. svibnja 2019. Oslovljava se i kao Jōkō u japanskom, odnosno "Car Emeritus Akihito" u drugim jezicima. Njegovo postumno ime bit će Heisei.                               |
| 126.                                                                  | 2019.-                                |                                       | Car Naruhito vladajući car            | Naruhito                                                                                  | Oslovljava se kao Kinjō Tennō ("vladajući Car") ili Tenno Heika ("Njegovo Veličanstvo Car") u japanskom, kao i "Car Naruhito " u drugim jezicima. Njegovo postumno ime bit će Reiwa. |